# シティ・オブ・フェアフィールド
シティ・オブ・フェアフィールド（City of Fairfield）は、オーストラリア・ニューサウスウェールズ州の地方公共団体。

## 概要
市の中心に当たるフェアフィールドはシドニー中心業務地区（CBD）の西29キロメートルに位置する。

## 地理
シティ・オブ・フェアフィールドの北西部に、プロスペクト貯水池が位置し、そこから、プロスペクト川が流れ出す。プロスペクト川の周辺は、緑地として整備がされている。市の中南部を流れるオーファン・スクール川がプロスペクト川に合流し、合流した川は、ジョージズ川へと流れていく。プロスペクト川は、シティ・オブ・ホルロイドとの境界を形成し、市の東部では、市内を南流する。
市の南部には、キャブラマッタ川が西から蛇行しながら、東に流れる。下流部では、シティ・オブ・リヴァプールとの境界線を形成する。キャブラマッタ川は、チッピング・ノートン湖でジョージズ川と合流する。
市内には、2013年7月の改革で、環状運転を実施するようになった空港・インナーウェスト&サウス線（T2）が走る。市内には、キャブラマッタ駅、カンリー・ヴェール駅、フェアフィールド駅、イェーノラ駅の5駅がT2の駅として設けられており、この5駅は、シドニー西部を南北に縦断するカンバーランド線（T5）の駅も兼ねている。キャブラマッタ駅は、バンクスタウン線（T3）の乗換駅でもある。
市の西部には、都市高速道路であるウェストリンク M7が南北に縦断している。

## 構成サバーブ
シティ・オブ・フェアフィールドは、以下のサバーブで構成される。
| サバーブ名                                  | サバーブ名英語表記 | 郵便番号 | 画像 | 画像説明                                    | 備考                                                           |
| ------------------------------------------- | ------------------ | -------- | ---- | ------------------------------------------- | -------------------------------------------------------------- |
| アボッツベリー                              | Abbotsbury         | 2176     |      | アボッツベリー市民農園                      |                                                                |
| ボニーリッグ_(ニューサウスウェールズ州)     | Bonnyrigg          | 2177     |      | The Ming Yue寺                              |                                                                |
| ボニーニッグ・ハイツ                        | Bonnyrigg Heights  | 2197     |      |                                             |                                                                |
| ボスレー・パーク                            | Bossley Park       | 2176     |      | マルコーニ・クラブ                          |                                                                |
| キャブラマッタ                              | Cabramatta         | 2166     |      | フリーダム・プラザ                          |                                                                |
| キャブラマッタ・ウェスト                    | Cabramatta West    | 2166     |      |                                             |                                                                |
| カンリー・ハイツ_(ニューサウスウェールズ州) | Canley Heights     | 2166     |      |                                             |                                                                |
| カンリー・ヴェール                          | Canley Vale        | 2166     |      |                                             |                                                                |
| カラマー                                    | Carramar           | 2163     |      | カラマー駅                                  |                                                                |
| セシル・パーク                              | Cecil Park         | 2178     |      |                                             | シティ・オブ・リヴァプールとまたがる。                         |
| エデンサー・パーク                          | Edensor Park       | 2176     |      | Wat Prayotkeo Dhammayanaram Buddhist temple |                                                                |
| フェアフィールド                            | Fairfield          | 2165     |      |                                             |                                                                |
| フェアフィールド・イースト                  | Fairfield East     | 2165     |      | タンジェリン通り                            |                                                                |
| フェアフィールド・ハイツ                    | Fairfield Heights  | 2165     |      |                                             |                                                                |
| フェアフィールド・ウェスト                  | Fairfield West     | 2165     |      |                                             |                                                                |
| グリーンフィールド・パーク                  | Greenfield Park    | 2176     |      |                                             |                                                                |
| ホースリー・パーク                          | Horsley Park       | 2175     |      | シドニー国際エクステリアンセンター          |                                                                |
| ランズヴェール                              | Lansvale           | 2166     |      | フロイド湾                                  |                                                                |
| マウント・プリッチャード                    | Mount Pritchard    | 2170     |      | マウンティーズ・クラブ                      |                                                                |
| オールド・ギルフォード                      | Old Guildford      | 2161     |      | ギルフォード・アラビック・バプティスト教会  |                                                                |
| プレーリーウッド                            | Prairiewood        | 2162     |      | フェアフィールド・ショーグラウンド          |                                                                |
| スミスフィールド                            | Smithfield         | 2164     |      | スミスフィールドミュージアム                |                                                                |
| セント・ジョンズ・パーク                    | St Johns Park      | 2176     |      |                                             |                                                                |
| ヴィラウッド                                | Villawood          | 2163     |      |                                             | シティ・オブ・バンクスタウンとまたがる。                       |
| ウェークリー                                | Wakeley            | 2176     |      |                                             |                                                                |
| ウェザーリル・パーク                        | Wetherill Park     | 2164     |      |                                             |                                                                |
| イェーノラ                                  | Yennora            | 2161     |      |                                             | シティ・オブ・パラマッタ、シティ・オブ・ホルロイドとまたがる。 |

## 人口動静
2011年の国勢調査では、シティ・オブ・フェアフィールドには、187,766人の人が居住していた。人口の49.3%が男性で50.7%が女性である。オーストラリア先住民は、人口の0.7%を占める。シティ・オブ・フェアフィールドの中位年齢は、36歳である。0歳から14歳までの子供の人口は、20.4%を占める一方で、65歳以上の人口は、12%であった。15歳以上の人々のうち、49.6%が既婚者であり、11.6%が離婚あるいは死別を経験していた。
2001年の国勢調査から2006年の国勢調査が実施される5年の間に、シティ・オブ・フェアフィールドは、0.78%の人口減少を経験している。しかしながら、その次の5年間で、4.38%の人口が増加している。同じ期間のオーストラリアの人口増加率は、それぞれ、5.78%、8.32%であり、オーストラリア全体平均の半分程度の増加率である。シティ・オブ・フェアフィールドの住民の平均週給は、オーストラリア全体の平均よりも低い。
2011年の国勢調査では、シティ・オブ・フェアフィールドに住む住民の出自が多様であると同時に、オーストラリア全体の平均とは大きく異なることがわかっている。2011年の国勢調査では、「あなたの先祖はどの国の出自であるか」という質問が行われ、ベトナム出身であるという回答はオーストラリア全体平均の16倍の数字が回答として上がった。また、「どの宗教を信仰するか」という質問に対しては、「仏教」がオーストラリア全体平均の9倍の数字が回答として上がる一方で、「無宗教」は平均の半分であった。ベトナム語以外にも、アラビア語、アッシリア現代アラム語、カタルーニャ語が家庭で英語以外で会話で使用される言語であるという回答があり、これらの言語は、オーストラリア全体平均の2倍から17倍の回答であった。
| シティ・オブ・フェアフィールドの国勢調査推移   | シティ・オブ・フェアフィールドの国勢調査推移   | シティ・オブ・フェアフィールドの国勢調査推移 | シティ・オブ・フェアフィールドの国勢調査推移 | シティ・オブ・フェアフィールドの国勢調査推移 | シティ・オブ・フェアフィールドの国勢調査推移 |
| 国勢調査実施年                                 | 国勢調査実施年                                 | 国勢調査実施年                               | 2001                                         | 2006                                         | 2011                                         |
| ---------------------------------------------- | ---------------------------------------------- | -------------------------------------------- | -------------------------------------------- | -------------------------------------------- | -------------------------------------------- |
| 人口                                           | 人口                                           | 夜間推定人口                                 | 181,300                                      | 179,893                                      | 187,766                                      |
| 人口                                           | 人口                                           | ニューサウスウェールズ州におけるLGA順位      |                                              |                                              | 5th                                          |
| 人口                                           | 人口                                           | ニューサウスウェールズ州に占めるLGAの比率(%) |                                              |                                              | 2.71%                                        |
| 人口                                           | 人口                                           | オーストラリア全体に占めるLGAの比率(%)       | 0.97%                                        | 0.91%                                        | 0.87%                                        |
| 文化・言語多様性についての調査                 |                                                |                                              |                                              |                                              |                                              |
| 「あなたの先祖はどの国（民族）の出自であるか」 | 「あなたの先祖はどの国（民族）の出自であるか」 | ベトナム                                     |                                              |                                              | 14.6%                                        |
| 「あなたの先祖はどの国（民族）の出自であるか」 | 「あなたの先祖はどの国（民族）の出自であるか」 | 中華人民共和国                               |                                              |                                              | 11.7%                                        |
| 「あなたの先祖はどの国（民族）の出自であるか」 | 「あなたの先祖はどの国（民族）の出自であるか」 | オーストラリア                               |                                              |                                              | 8.6%                                         |
| 「あなたの先祖はどの国（民族）の出自であるか」 | 「あなたの先祖はどの国（民族）の出自であるか」 | イングランド                                 |                                              |                                              | 7.4%                                         |
| 「あなたの先祖はどの国（民族）の出自であるか」 | 「あなたの先祖はどの国（民族）の出自であるか」 | イタリア                                     |                                              |                                              | 5.9%                                         |
| 「英語以外で使用する言語は何か」               | 「英語以外で使用する言語は何か」               | ベトナム語                                   | 15.5%                                        | 17.0%                                        | 19.1%                                        |
| 「英語以外で使用する言語は何か」               | 「英語以外で使用する言語は何か」               | アラビア語                                   | 4.9%                                         | 6.4%                                         | 7.3%                                         |
| 「英語以外で使用する言語は何か」               | 「英語以外で使用する言語は何か」               | アッシリア現代アラム語                       | 4.9%                                         | 6.1%                                         | 5.6%                                         |
| 「英語以外で使用する言語は何か」               | 「英語以外で使用する言語は何か」               | カタルーニャ語                               | 5.8%                                         | 5.6%                                         | 5.0%                                         |
| 「英語以外で使用する言語は何か」               | 「英語以外で使用する言語は何か」               | スペイン語                                   | 4.9%                                         | 4.3%                                         | 3.8%                                         |
| 宗教についての質問                             |                                                |                                              |                                              |                                              |                                              |
| 「どの宗教を信仰していますか」                 | 「どの宗教を信仰していますか」                 | カトリック                                   | 35.2%                                        | 35.3%                                        | 33.9%                                        |
| 「どの宗教を信仰していますか」                 | 「どの宗教を信仰していますか」                 | 仏教                                         | 21.2%                                        | 22.1%                                        | 23.0%                                        |
| 「どの宗教を信仰していますか」                 | 「どの宗教を信仰していますか」                 | 無宗教                                       | 5.9%                                         | 6.4%                                         | 7.7%                                         |
| 「どの宗教を信仰していますか」                 | 「どの宗教を信仰していますか」                 | ギリシャ正教                                 | 7.0%                                         | 6.5%                                         | 5.9%                                         |
| 「どの宗教を信仰していますか」                 | 「どの宗教を信仰していますか」                 | オーストラリア聖公会                         | 7.7%                                         | 6.4%                                         | 5.3%                                         |

## 議会
シティ・オブ・フェアフィールドの議会は、市長を含めた13人によって構成される。任期は4年。選挙区は3つ。市長は、市議会議員とは別に、直接選挙で選出される。最新の議会選挙は、2012年9月8日に実施された。無所属が6議席、オーストラリア労働党が7議席を獲得した。市長は、オーストラリア労働党のFrank Carbone。